# Języki Serbii

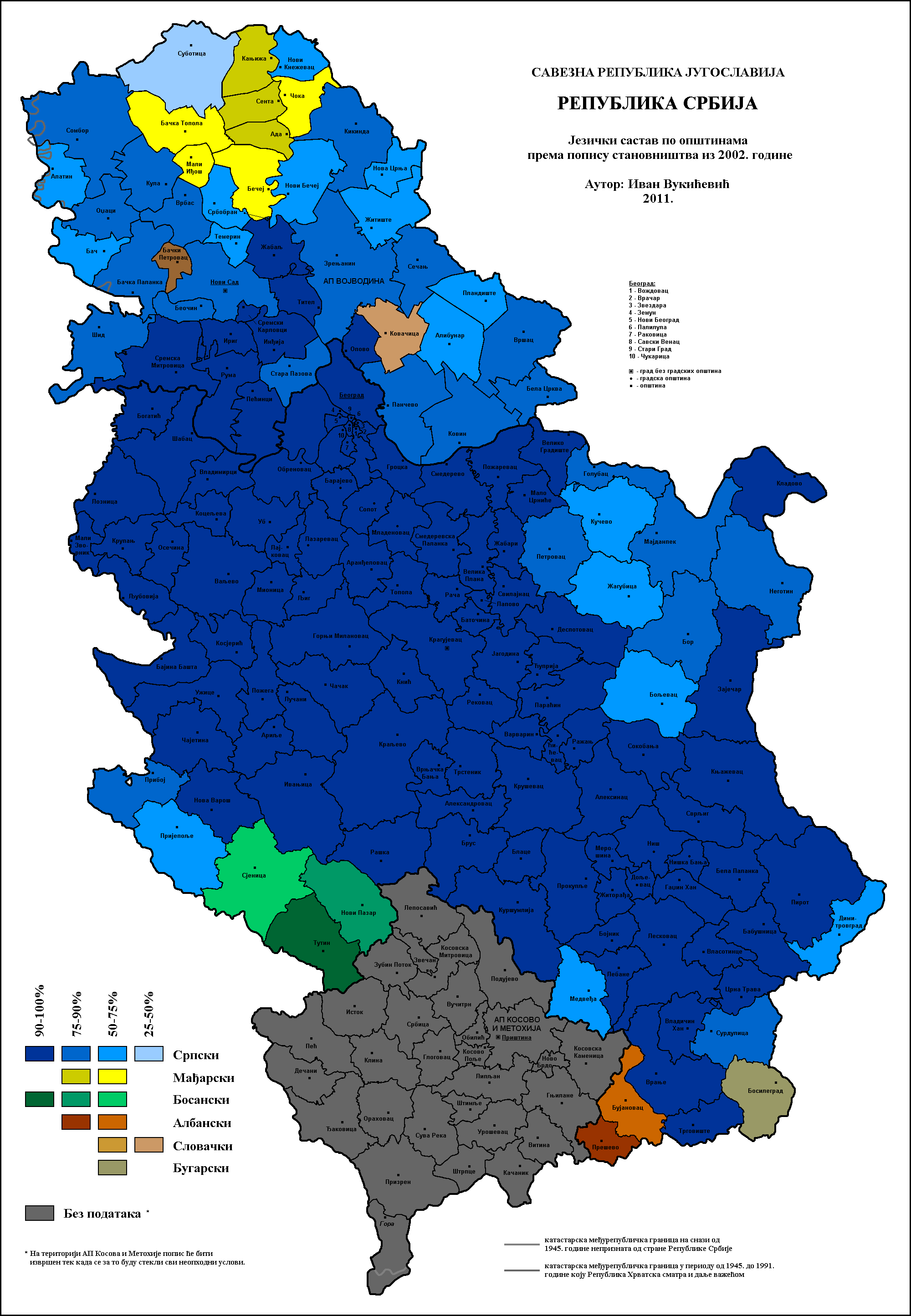
Języki w Serbii, 2002 r.

Jedynym językiem urzędowym w Serbii jest serbski. Oprócz niego w kraju posługuje się takim językami jak: albański (w Dolinie Preševo oraz w Kosowie), węgierski, rumuński, słowacki, rusiński, chorwacki (wszystkie te wymienione języki są urzędowymi językami w autonomicznej prowincji Wojwodina), ukraiński, bułgarski, wołoski, romski, czeski, bośniacki, macedoński, czarnogórski i inne.

## Język serbski
Język serbski dominuje w większej części Serbii, wyjątek stanowi kilka gmin w Wojwodinie, południowej części kraju i większa część Kosowa. Języki bośniacki, chorwacki i buniewicki, którymi według spisu powszechnego mówi się w niektórych częściach kraju, są bardzo podobne do serbskiego. Mieszkańcy deklarujący posługiwanie się bułgarskim w rzeczywistości mówią dialektem torlackim (jednym z dialektów języka serbskiego). Wyróżnia się kilkanaście dialektów języka serbskiego. Oficjalna forma języka wywodzi się od dialektu sztokawskiego.
W południowej Serbii posługuje się dialektem torlackim. Pomimo że nie posiada on żadnej formy oficjalnej, niektórzy traktują ten dialekt jako odrębny język. Wywodzi się on z dialektów południowo-słowiańskich. Wywodzi się z obszarów, gdzie posługiwano się językami południowo-schodnio-słowiańskimi (głównie obszar dzisiejszej Bułgarii i Macedonii Północnej) oraz południowo-zachodnio-słowiańskimi (w tym Serbii).

## Języki regionalne

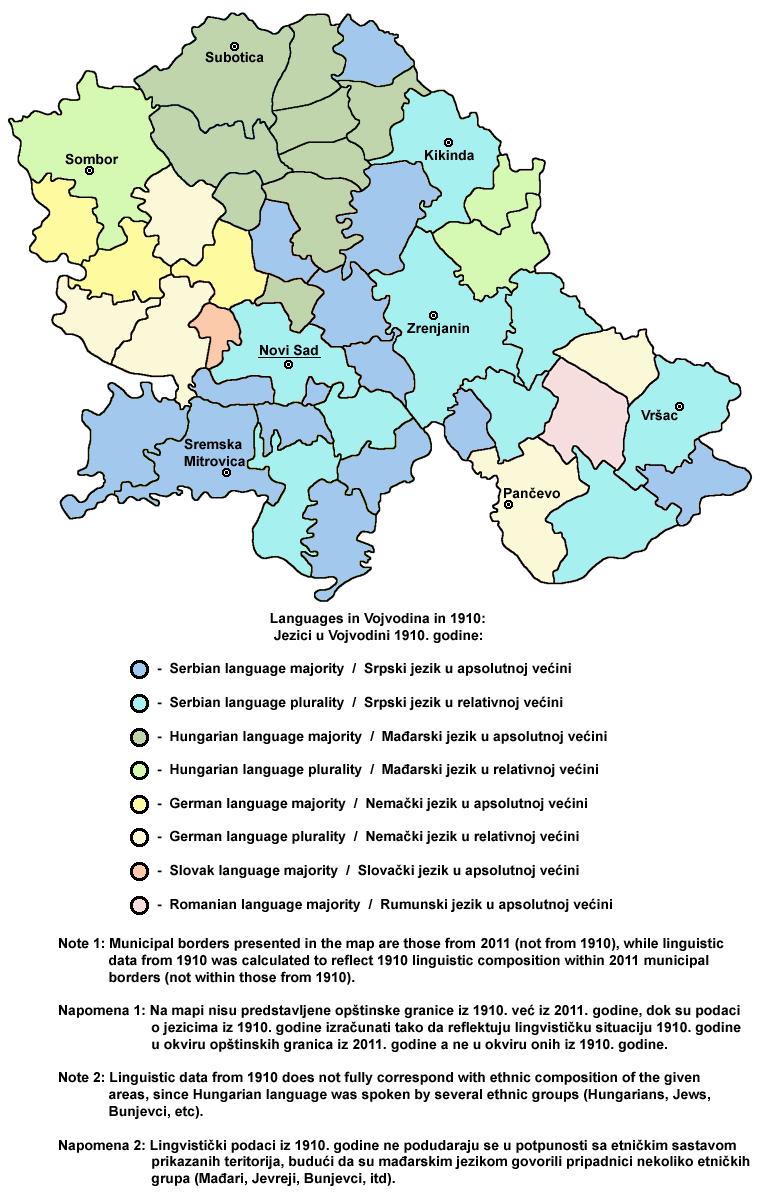
Języki w Wojwodinie, spis powszechni w 2011 r.

W Autonomicznej Prowincji Wojwodina istnieje sześć oficjalnych języków regionalnych: serbski, węgierski, rumuński, słowacki, rusiński i chorwacki. Serbski jest językiem używanym w urzędach Wojwodiny. Pozostałych pięć języków używa się w urzędach prowincjonalnych. Serbski jest tak naprawdę lingua franca tego regionu, liczba zadeklarowanych użytkowników tego języka przekracza liczbę Serbów. Węgierski i słowacki dominują w kilku gminach, natomiast pozostałe języki używane są tylko w niektórych wioskach.
W Kosowie są dwa języki urzędowe: albański i serbski.